# Ayahuasca

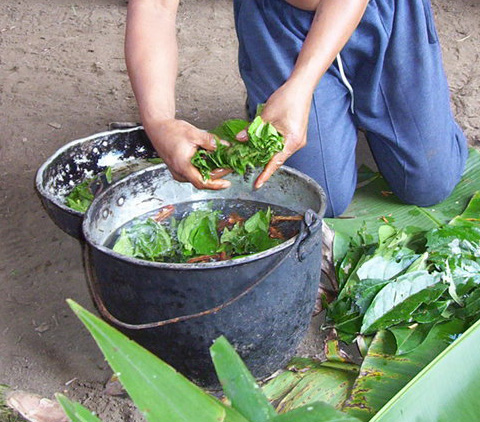
Ayahuasca előkészítése főzés előtt

Az ayahuasca (kecsua: [a.ja.ˈwa.ska]) tudatmódosító hatású főzet, melyet az amazóniai őserdőben honos Banisteriopsis caapi (ayahuasca) indájából és egyéb összetevőkből készítenek a bennszülöttek. Az így készült, farmakológiailag összetett italt vallási és sámánszertartások alkalmával, valamint a népi gyógyászatban használják. Erősen csersavas, rozsdabarna színű, illatát tekintve a zöld teára emlékeztet. Ízét tekintve a savasítás miatt savanyú, sárhoz hasonló elegy, nem túl kellemes zamattal.

## Leírása
Az ayahuasca egy amazóniai növényi készítmény, amelyet az Amazonas-medencében valószínűleg több ezer éve használnak vallási és sámánisztikus célokra, bár az első európai felfedezők jelentései a felhasználásáról csak a 19. század közepéről származnak. Az ayahuasca többféle néven ismert: caapi, natema, mihi, yage, la purga, vagy Santo Daime, a kulturális környezettől függően, amelyben felhasználják.
A kecsua szó jelentése kb. szellemi inda, amely jól kifejezi hagyományos célját és használatát az amazonas-i kultúrákban.

## Készítése

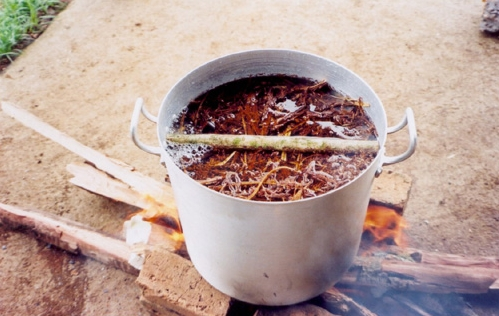
Banisteriopsis caapi főzés közben

Az ayahuascát különböző növények általában lassú tűzön való főzésével állítják elő, ami által koncentrálják a növényi kivonatokat, amelyet a felhasználók megisznak, hogy átéljék a hatásait. Készítése eltérő a különböző kulturális környezetekben, de fontos megjegyezni, hogy a főzet mindig tartalmazza a Banisteriopsis caapi indáját, és általában egy olyan növényt, ami dimetiltriptamint (DMT) tartalmaz (ez legtöbbször a Psychotria viridis).

## Fogyasztása

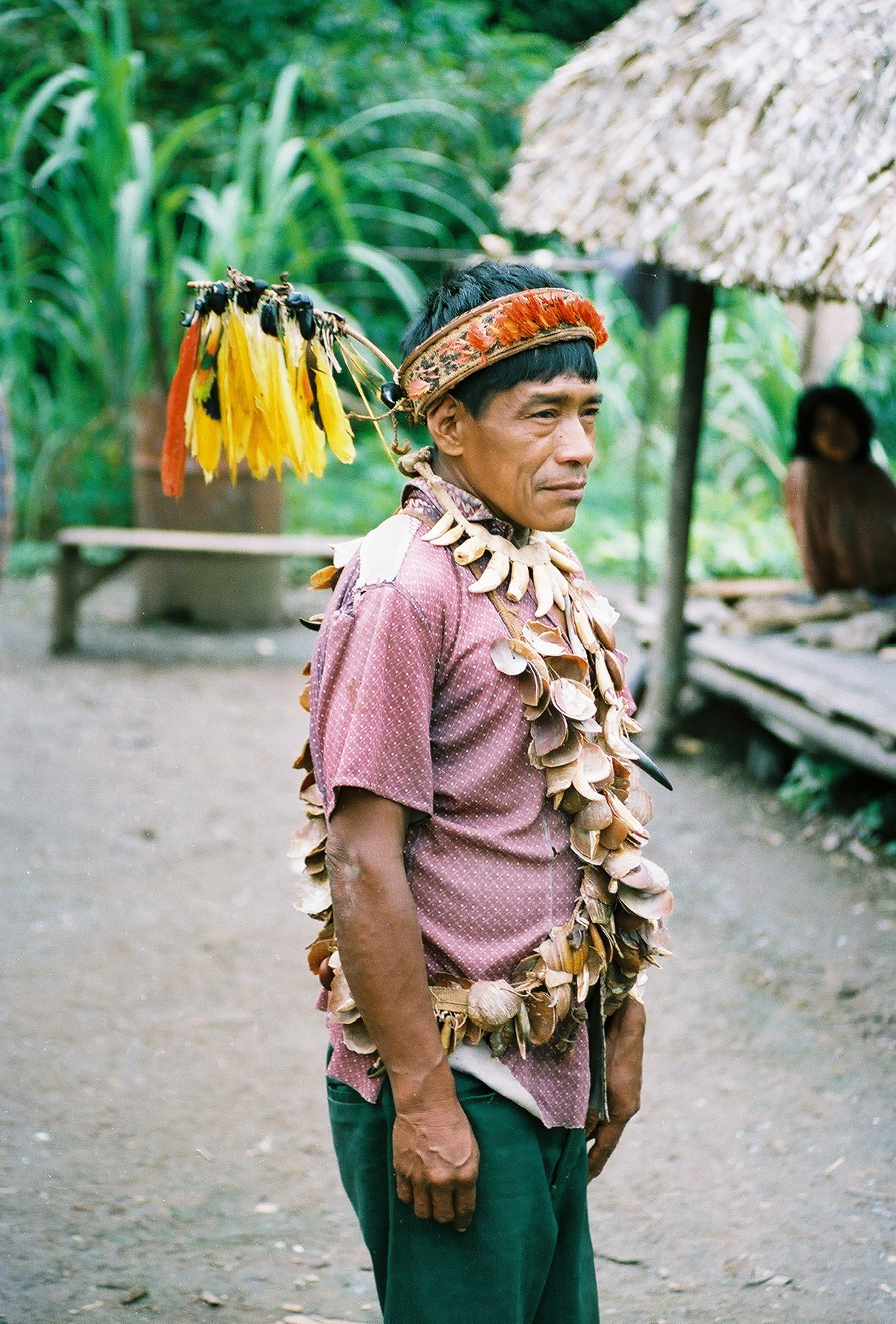
Uranin sámán (Dél-Amerika, 1988)

Általában egy sámán irányítása alatt fogyasztják, aki gyakran énekkel segíti a tapasztalatok elérését, amihez a gyenge megvilágítás is hozzájárul. A fogyasztása után többórás mély hallucinációs élmények következnek, melyben a fogyasztó úgy érezheti, hogy kapcsolatba kerül a szellemvilággal, és ennek során lehetővé válik a testi és lelki gyógyulás. A hallucinációk gyakran tartalmaznak azonos elemeket az összes felhasználónál; a kígyók és a különböző fajta szellemi lények elég gyakoriak. Látomások a halálról is előfordulnak, ami bizonyos felhasználóknál heves félelmet okoz, ráadásul a kezdeti stádium erős szédüléssel, hányingerrel és sokaknál hasmenéssel jár, amit az ayahuasca idéz elő.

## Hatásmechanizmusa
Az ayahuasca összetett jellege miatt az egyik legfejlettebb és leghatékonyabb termék bármely hagyományos gyógyszerkönyvben a világon. Ahhoz, hogy megértsük az őskori sámánok farmakológiai kifinomultságát, akik az ayahuascát létrehozták, meg kell értenünk a két pszichoaktív növényi összetevőt, amelyekből készül. A Banisteriopsis caapi jelentős mennyiségben tartalmaz β-karbolin harmalint és harmint, mindkettő erős monoamin-oxidáz gátló enzim (MAO), valamint jelentős hatást gyakorolnak az idegrendszerre.
A Psychotria viridis gazdag az erősen hallucinogén DMT-ben (DMT=dimetiltriptamin). A DMT azonban hamar lebomlik a belekben és a véráramban a MAO által, ami hatástalanná teszi, ha önmagában nyelik le. Azonban a két növény együttes kivonatában a Banisteriopsis caapi-ban lévő alkaloidok által biztosított MAO gátlás lehetővé teszi, hogy a DMT először bejusson a véráramba, majd az agyba, ahol kifejti hatását a tudatra és az érzékelésre. Érdekes módon mind a DMT, mind a β-karbolin jelen van endogén módon az emberi szervezetben. A DMT szerepet játszik az álmok létrejöttében, a β-karbolin pedig a szorongásban és a depresszióban.
Számos ayahuasca készítmény létezik a fejlett világban: néhányuk tartalmaz más pszichoaktív növényeket, mint a dohány vagy a kakaólevelek, mások, mint például a „pharmahuasca” csupán tisztított DMT és harmin, tabletta formájában.

## Hatásai
A lelki egészségre vonatkozóan a kevés pszichológiai tanulmány szerint azok, akik az ayahuascát rendszeresen rituális környezetben fogyasztják, csökkentett pánikszintet és reménytelenséget mutattak, és általában véve bizakodóak voltak. Fizikai hatását tekintve az akut hányinger mellett nincs negatív hatása. Az elvégzett kutatások, amit az ayahuascára és a főbb összetevőkre (DMT és a harmala alkaloidok) végeztek, arra utalnak, hogy a szer kedvező hatása a lelki állapotra nagyban függ az egyén találkozási módjával. Azok, akik az ayahuascát a hagyományos kulturális környezetben fogyasztják, gyakran tesznek szert megerősítő tapasztalatokra, míg a turisták és izgalmat keresők nagyobb valószínűséggel semleges vagy negatív pszichológiai eredményeket tapasztaltak sámán hiányában, aki segítette volna őket az ayahuasca élményhez vezető úton. A hagyományos környezetben és az újabb ayahuasca-használó egyházak esetén az ayahuasca úgy tűnik, hogy hasznos lehet más pszichoaktív drogok használatának csökkentésében. Ezen okok miatt az ayahuasca valószínűtlen, hogy mindennapos pszichedelikum lesz (valójában nincsenek megbízható jelentések ayahuascával való visszaélésekről), bár használata gyakoribbá válhat, ahogy a fejlett világban egyre inkább megszokottá válik az ősi spirituális technológia, amit az ayahuasca is képvisel.

## Jogállás
Bizonyos országok tiltják, jelen szabályozás szerint a főzéssel avagy egyéb eljárással kivont DMT fogyasztása Magyarországon illegális.